# Bjarne Johnsen
Bjarne Johnsen (Bergen, 27 d'abril de 1892 – Bergen, 4 de setembre de 1984) va ser un gimnasta artístic noruec que va competir a començaments del segle xx.
El 1912 va prendre part en els Jocs Olímpics d'Estocolm, on va guanyar la medalla d'or en el concurs per equips, sistema lliure del programa de gimnàstica.